# Acacia adstringens
Acacia adstringens é uma espécie de leguminosa do gênero Acacia, pertencente à família Fabaceae.